# NASCAR Grand National Series 1957

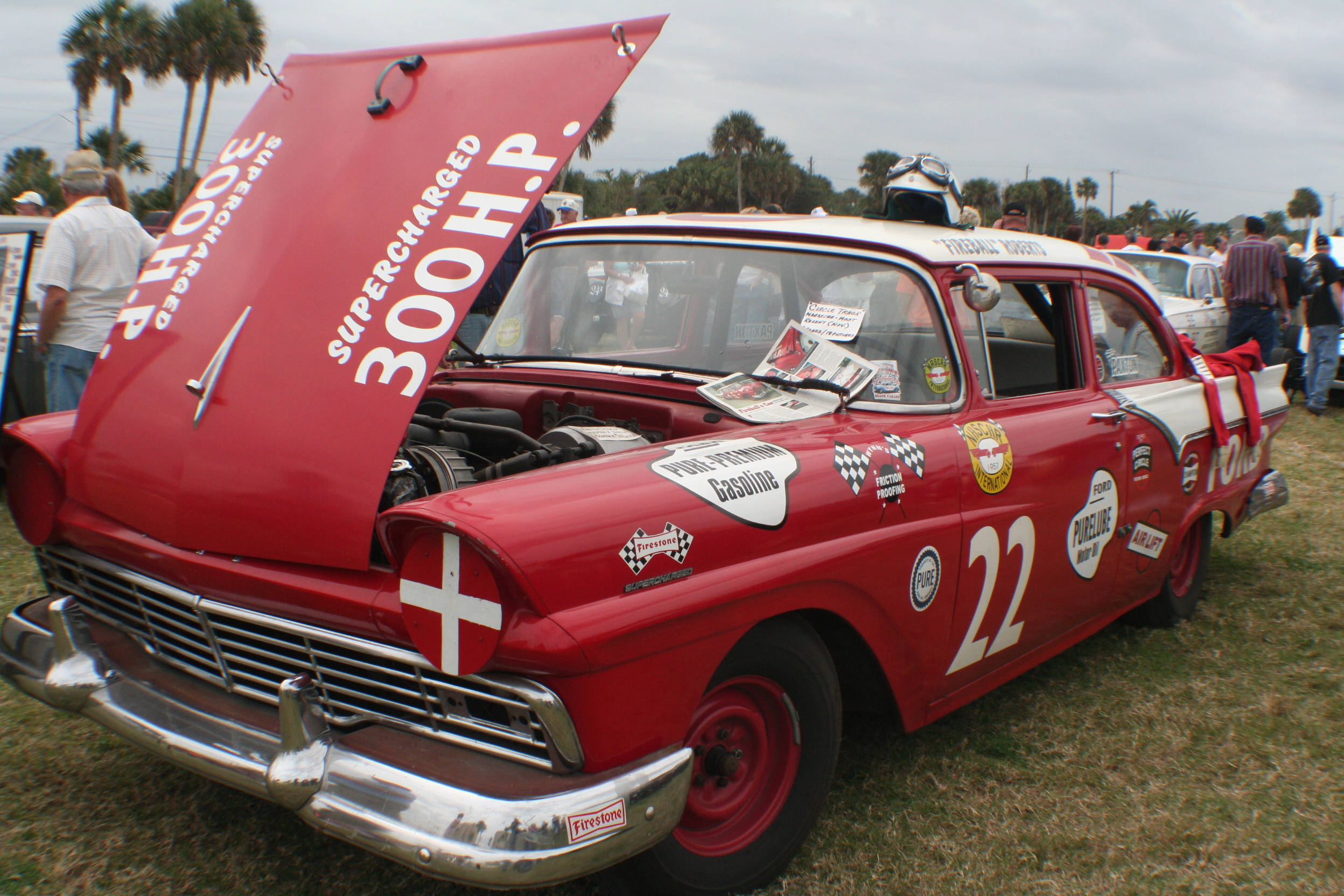
Ford #22 Fireballa Robertsa - szóstego w klasyfikacji generalnej sezonu 1957.

NASCAR Grand National Series 1957 – sezon 1957 w amerykańskiej serii wyścigowej NASCAR rozpoczął się 11 listopada 1956, a zakończył 27 października 1957. Zwyciężył Buck Baker, który zdobył 10716 punktów w klasyfikacji generalnej (zwyciężał 10-krotnie). W sezonie 1957 odbyło się aż 57 wyścigów.

## Kalendarz i wyniki
| #  | Data            | Nazwa wyścigu             | Tor                             |                  |                   |                  |
| 1  | 11 listopada    | Wyścig 1                  | Willow Springs Speedway         | Marvin Panch     | Fireball Roberts  | George Seeger    |
| 2  | 2 grudnia       | Wyścig 2                  | Concord Speedway                | Marvin Panch     | Paul Goldsmith    | Bill Amick       |
| 3  | 30 grudnia      | Indian River Gold Cup 100 | Titusville-Cocoa Speedway       | Fireball Roberts | Curtis Turner     | Marvin Panch     |
| 4  | 17 lutego       | Wyścig 4                  | Daytona Beach & Road Course     | Cotton Owens     | Johnny Beauchamp  | Fonty Flock      |
| 5  | 3 marca         | Wyścig 5                  | Concord Speedway                | Jack Smith       | Buck Baker        | Speedy Thompson  |
| 6  | 17 marca        | Wyścig 6                  | Wilson Speedway                 | Ralph Moody      | Buck Baker        | Speedy Thompson  |
| 7  | 24 marca        | Wyścig 7                  | Occoneechee Speedway            | Buck Baker       | Speedy Thompson   | Jack Smith       |
| 8  | 31 marca        | Wyścig 8                  | Asheville-Weaverville Speedway  | Buck Baker       | Speedy Thompson   | Jim Paschal      |
| 9  | 7 kwietnia      | Wilkes County 160         | North Wilkesboro Speedway       | Fireball Roberts | Paul Goldsmith    | Ralph Moody      |
| 10 | 14 kwietnia     | Wyścig 10                 | Langhorne Speedway              | Fireball Roberts | Paul Goldsmith    | Speedy Thompson  |
| 11 | 19 kwietnia     | Wyścig 11                 | Southern States Fairgrounds     | Fireball Roberts | Marvin Panch      | Buck Baker       |
| 12 | 27 kwietnia     | Wyścig 12                 | Piedmont Interstate Fairgrounds | Marvin Panch     | Fireball Roberts  | Ralph Moody      |
| 13 | 28 kwietnia     | Wyścig 13                 | Greensboro Fairgrounds          | Paul Goldsmith   | Jack Smith        | Buck Baker       |
| 14 | 28 kwietnia     | Wyścig 14                 | Portland Speedway               | Art Watts        | Eddie Pagan       | George Seeger    |
| 15 | 4 maja          | Wyścig 15                 | Cleveland County Fairgrounds    | Fireball Roberts | Paul Goldsmith    | Marvin Panch     |
| 16 | 5 maja          | Richmond 200              | Richmond International Raceway  | Paul Goldsmith   | Fireball Roberts  | Marvin Panch     |
| 17 | 19 maja         | Virginia 500              | Martinsville Speedway           | Buck Baker       | Curtis Turner     | Tom Pistone      |
| 18 | 26 maja         | Wyścig 18                 | Portland Speedway               | Eddie Pagan      | Lloyd Dane        | Clyde Palmer     |
| 19 | 30 maja         | Wyścig 19                 | Eureka Speedway                 | Lloyd Dane       | George Seeger     | Eddie Pagan      |
| 20 | 30 maja         | Wyścig 20                 | Lincoln Speedway                | Buck Baker       | Fireball Roberts  | Paul Goldsmith   |
| 21 | 1 czerwca       | Wyścig 21                 | Lancaster Speedway              | Paul Goldsmith   | Buck Baker        | Lee Petty        |
| 22 | 8 czerwca       | Wyścig 22                 | Ascot Stadium                   | Eddie Pagan      | Lloyd Dane        | Chuck Meekins    |
| 23 | 15 czerwca      | Wyścig 23                 | Newport Speedway                | Fireball Roberts | Marvin Panch      | Buck Baker       |
| 24 | 20 czerwca      | Wyścig 24                 | Columbia Speedway               | Jack Smith       | Buck Baker        | Marvin Panch     |
| 25 | 22 czerwca      | Wyścig 25                 | Capital Speedway                | Bill Amick       | Lloyd Dane        | George Seeger    |
| 26 | 29 czerwca      | Wyścig 26                 | Piedmont Interstate Fairgrounds | Lee Petty        | Bill Amick        | Buck Baker       |
| 27 | 30 czerwca      | Wyścig 27                 | Jacksonville Speedway           | Buck Baker       | Jim Paschal       | Tiny Lund        |
| 28 | 4 lipca         | Raleigh 250               | Raleigh Speedway                | Paul Goldsmith   | Frankie Schneider | Joe Weatherly    |
| 29 | 12 lipca        | Wyścig 29                 | Southern States Fairgrounds     | Marvin Panch     | Buck Baker        | Lee Petty        |
| 30 | 14 lipca        | Wyścig 30                 | Memphis-Arkansas Speedway       | Marvin Panch     | Bill Amick        | Fireball Roberts |
| 31 | 14 lipca        | Wyścig 31                 | Portland Speedway               | Eddie Pagan      | Lloyd Dane        | Danny Graves     |
| 32 | 20 lipca        | Buddy Shuman 250          | Hickory Motor Speedway          | Jack Smith       | Lee Petty         | Joe Weatherly    |
| 33 | 24 lipca        | Wyścig 33                 | Norfolk Speedway                | Buck Baker       | Joe Weatherly     | Jim Paschal      |
| 34 | 30 lipca        | Wyścig 34                 | Lancaster Speedway              | Speedy Thompson  | Bill Amick        | Marvin Panch     |
| 35 | 4 sierpnia      | The Glen 101.2            | Watkins Glen International      | Buck Baker       | Fireball Roberts  | Tiny Lund        |
| 36 | 4 sierpnia      | Wyścig 36                 | Kitsap County Airport           | Parnelli Jones   | Lloyd Dane        | Art Watts        |
| 37 | 10 sierpnia     | Wyścig 37                 | Lincoln Speedway                | Marvin Panch     | Speedy Thompson   | Tiny Lund        |
| 38 | 16 sierpnia     | Wyścig 38                 | Old Bridge Stadium              | Lee Petty        | Rex White         | Jim Reed         |
| 39 | 26 sierpnia     | Wyścig 39                 | Coastal Speedway                | Gwyn Staley      | Eddie Pagan       | Fireball Roberts |
| 40 | 2 września      | Southern 500              | Darlington Raceway              | Speedy Thompson  | Cotton Owens      | Marvin Panch     |
| 41 | 5 września      | Wyścig 41                 | New York State Fairgrounds      | Gwyn Staley      | Lee Petty         | Bill Walker      |
| 42 | 8 września      | Wyścig 42                 | Asheville-Weaverville Speedway  | Lee Petty        | Buck Baker        | Bill Amick       |
| 43 | 8 września      | Wyścig 43                 | California State Fairgrounds    | Danny Graves     | Marvin Porter     | Eddie Pagan      |
| 44 | 15 września     | Wyścig 44                 | Santa Clara Fairgrounds         | Marvin Porter    | Eddie Pagan       | Lloyd Dane       |
| 45 | 15 września     | Wyścig 45                 | Langhorne Speedway              | Gwyn Staley      | Whitey Norman     | Johnny Allen     |
| 46 | 19 września     | Wyścig 46                 | Columbia Speedway               | Buck Baker       | Gwyn Staley       | Bill Amick       |
| 47 | 21 września     | Wyścig 47                 | Cleveland County Fairgrounds    | Buck Baker       | Marvin Panch      | Bill Amick       |
| 48 | 5 października  | Wyścig 48                 | Southern States Fairgrounds     | Lee Petty        | Fireball Roberts  | Eddie Pagan      |
| 49 | 6 października  | Sweepstakes 500           | Martinsville Speedway           | Bob Welborn      | Jimmy Massey      | Lee Petty        |
| 50 | 12 października | Wyścig 50                 | Newberry Speedway               | Fireball Roberts | Buck Baker        | Jack Smith       |
| 51 | 13 października | Wyścig 51                 | Concord Speedway                | Fireball Roberts | Lee Petty         | Ken Rush         |
| 52 | 20 października | Wilkes 160                | North Wilkesboro Speedway       | Jack Smith       | Lee Petty         | Banjo Matthews   |
| 53 | 27 października | Wyścig 53                 | Greensboro Fairgrounds          | Buck Baker       | Speedy Thompson   | Joe Weatherly    |

## Klasyfikacja końcowa – najlepsza 10
| Poz. | Kierowca         | Pkt   |
| ---- | ---------------- | ----- |
|      | Buck Baker       | 10716 |
|      | Marvin Panch     | 9956  |
|      | Speedy Thompson  | 8580  |
| 4    | Lee Petty        | 8528  |
| 5    | Jack Smith       | 8464  |
| 6    | Fireball Roberts | 8268  |
| 7    | Johnny Allen     | 7068  |
| 8    | L.D. Austin      | 6532  |
| 9    | Brownie King     | 5740  |
| 10   | Jim Paschal      | 5136  |